# ماریس کورپوریشن
ماریس کورپوریشن (انگلیسی: Mares Corporation) شرکت تجهیزات ورزشی ایتالیایی است، که در سال ۱۹۴۹ تأسیس شد.